# Nomada cressonii
Nomada cressonii är en biart som beskrevs av Robertson 1893. Nomada cressonii ingår i släktet gökbin, och familjen långtungebin.

## Underarter
Arten delas in i följande underarter:
- N. c. cressonii
- N. c. trevoriana